# Самсонов Борис Іванович
 Борис Іванович Самсонов (21 квітня 1938, місто Павловськ, Павловський район, Алтайський край, РРФСР, СРСР — 21 вересня 2014) — голова Ради Міністрів Криму в 1993—1994 роках. Заслужений працівник місцевого самоврядування Автономної Республіки Крим (2006).

## Життєпис
У 1957 році закінчив Харківський сільськогосподарський технікум. У 1957—1956 роках — агроном відділення Моховского радгоспу Парфеновского району Алтайського краю. Член КПРС.
У 1958—1961 роках — секретар, 2-й секретар Парфеновського районного комітету ВЛКСМ Алтайського краю. У 1961—1962 роках — пропагандист Парфеновського районного комітету КПРС Алтайського краю.
У 1962—1963 роках — комсорг Алтайського крайкому ВЛКСМ по Поспеліхинському виробничому управлінні. У лютому — листопаді 1963 року — секретар комітету ВЛКСМ Поспеліхинського виробничого управління Алтайського краю. У 1963—1965 роках — секретар партійної організації колгоспу «Прогрес» Поспеліхинського виробничого управління Алтайського краю.
У 1965—1971 роках — агроном, керуючий відділення № 1 Алтайської машино—випробувальної станції. У 1967 році без відриву від виробництва закінчив Алтайський сільськогосподарський інститут.
У 1971—1974 роках — керуючий, заступник директора із виробництва вівцерадгоспу «Ясна Поляна» Джанкойського району Кримської області. У 1974—1979 роках — директор радгоспу «Зарічний» Джанкойського району.
У 1979—1982 роках — голова виконавчого комітету Джанкойської районної ради народних депутатів Кримської області.
У 1982—1984 роках — 1-й секретар Джанкойського районного комітету КПУ Кримської області.
5 квітня 1984 — 22 березня 1991 року — 1-й заступник голови виконавчого комітету Кримської обласної ради народних депутатів. Одночасно, в січні 1986 — березні 1991 року — голова Кримського обласного агропромислового комітету.
У березні 1991 — лютому 1992 року — 1-й заступник голови Ради Міністрів Кримської АРСР.
У 1992—1993 роках — проректор Кримського сільськогосподарського інституту.
20 травня 1993 — 4 лютого 1994 року — голова Ради Міністрів АР Крим.
У 1994—2001 роках — директор туристичної бази «Таврія» у місті Сімферополь.